# Rudolf von Alt
Pour les articles homonymes, voir Alt.
 (juin 2017).
Si vous disposez d'ouvrages ou d'articles de référence ou si vous connaissez des sites web de qualité traitant du thème abordé ici, merci de compléter l'article en donnant les références utiles à sa vérifiabilité et en les liant à la section « Notes et références ».
Rudolf, chevalier von Alt, né Rudolpf Josef Alt le 29 août 1812 à Alservorstadt (commune intégrée à celle de Vienne en 1850) et mort le 12 mars 1905 dans la même ville est un peintre autrichien.
Il est réputé pour ses aquarelles de paysage et d'architecture.  

## Biographie
Rudolf von Alt est le fils du lithographe Jakob Alt (1789-1872) et de son épouse Anna Alt (1790-1872). Il fait ses études à la l'Académie des beaux-arts de Vienne.
Les randonnées et les voyages qu'il effectue dans les Alpes autrichiennes et en Italie du nord avec son père, éveillent en lui l'amour des paysages, qu'il peint à l'aquarelle dans un style très réaliste et détaillé. En 1833, il visite Venise et les villes voisines et exécute de nombreuses peintures architecturales. 
Alt fait preuve d'un talent remarquable pour rendre certaines particularités de la nature. Il parvient à en restituer l'authenticité en se concentrant sur les différentes nuances du ciel, sur la coloration de l'air et de la végétation. Ses travaux ultérieurs se rapprochent de l'impressionnisme. Ses perspectives architecturales sont intéressantes et il choisit souvent de peindre des objets de la vie quotidienne. La peinture d'intérieurs est également l'un de ses points forts et a attiré sur lui l'attention du public viennois. 
Il voyage et travaille à Rome et Naples, puis visite les lacs de Lombardie, de Galicie, de Bohême, de Dalmatie et de Bavière avant de retourner à maintes reprises en Italie. En 1863, il se rend en Crimée pour y peindre des vues d'un domaine de l'impératrice, et en 1867 il visite la  Sicile. 
Son frère cadet Franz Alt (1821-1914) est également peintre.  
Il fut très tôt collectionné par Jakob Gsell. La plupart de ses œuvres sont conservées dans différents musées de Vienne. Le musée de l'Albertina de Vienne a organisé une exposition rétrospective de septembre 2005 à janvier 2006.

## Œuvre
Rudolf von Alt peint près de 5 000 aquarelles dans presque toutes les régions de la monarchie. Il réalisait les peintures à l'huile dans son atelier pendant les mois d'hiver.
- Cathédrale Saint-Étienne de Vienne, 1832, huile sur toile, 46 × 57 cm, Österreichische Galerie Belvedere[4].

Œuvres de Rudolf von Alt
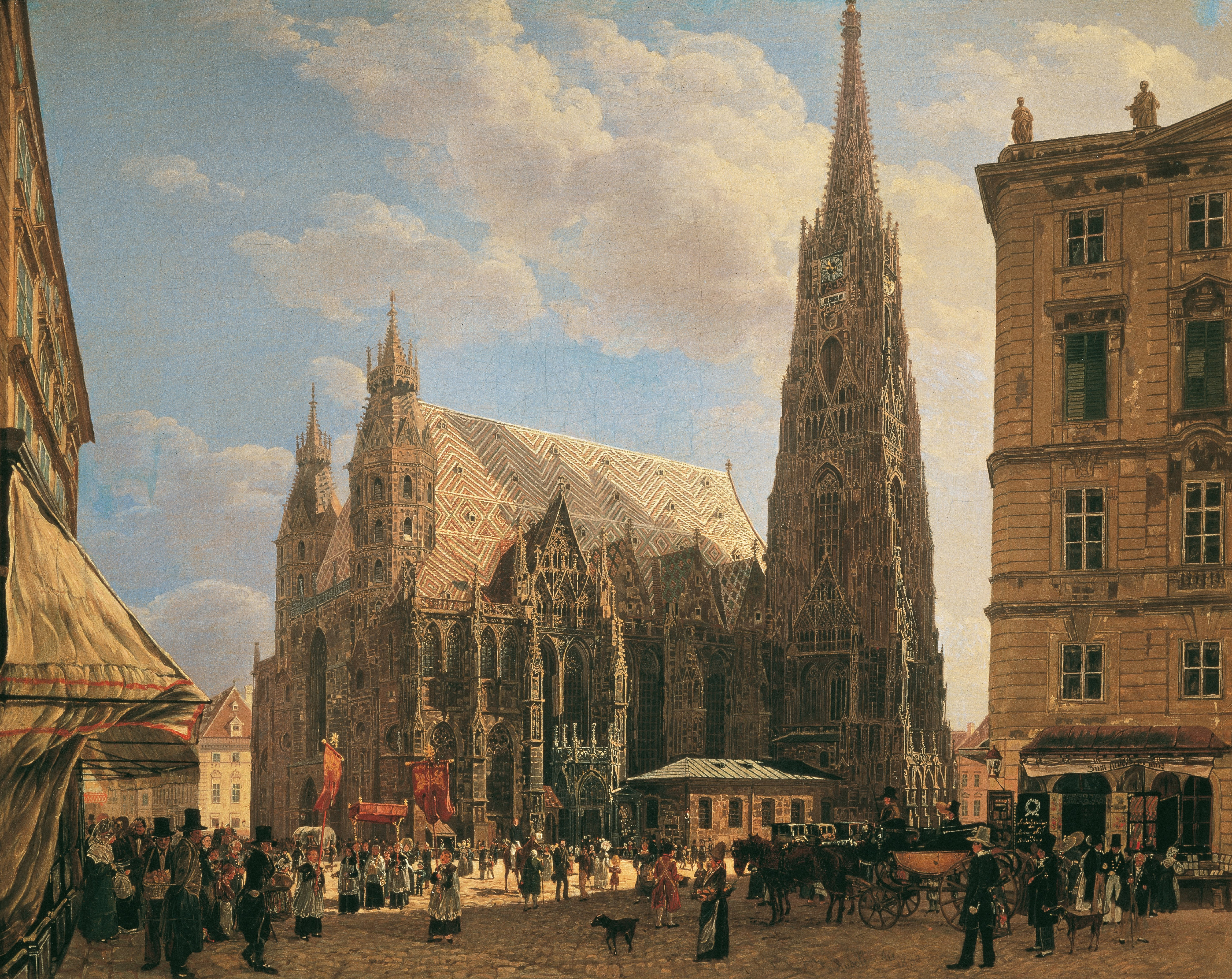
Vue du Stephansdom, depuis le Stock-im-Eisen (1832), Vienne, palais du Belvédère.
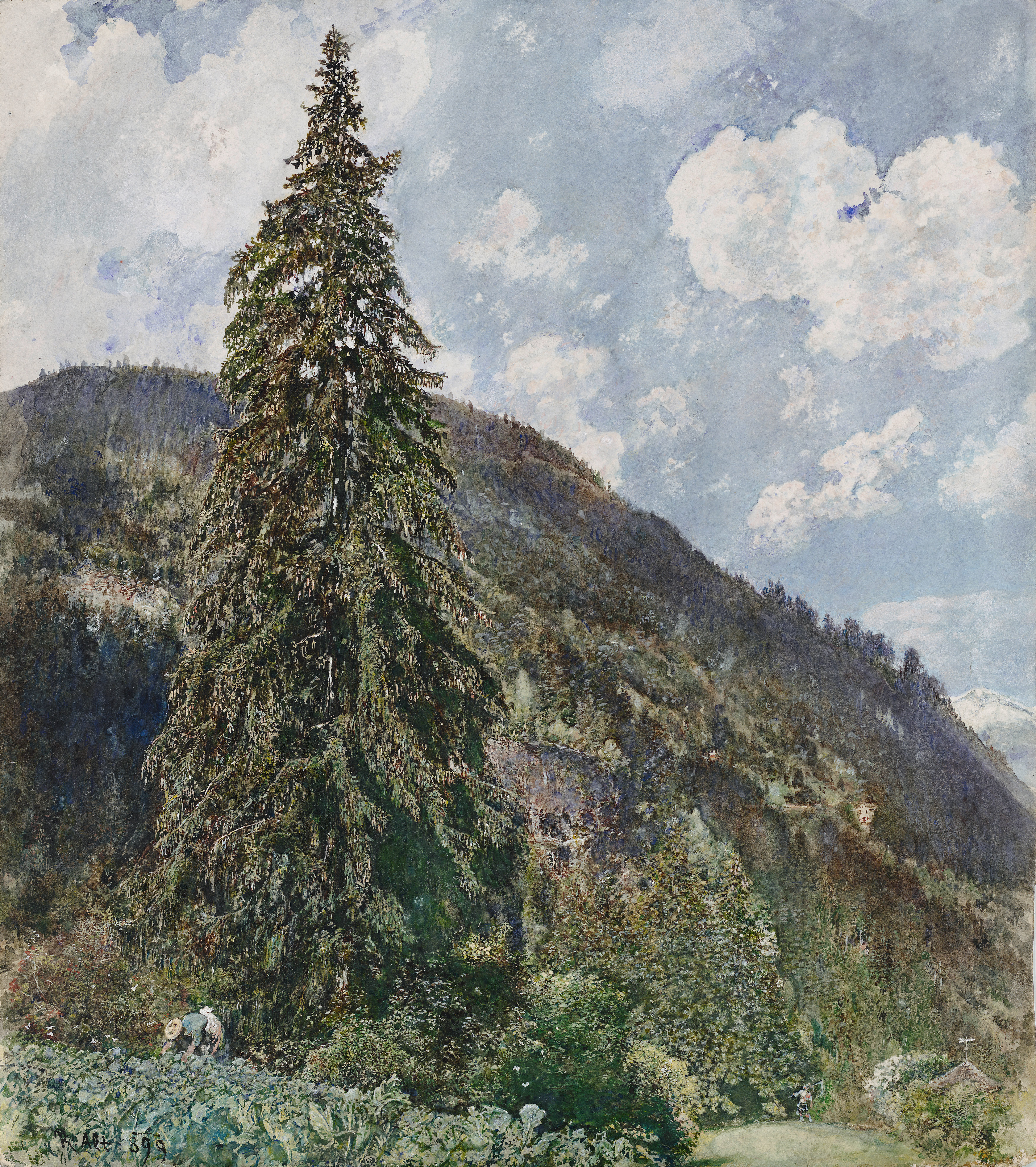
Le Vieux Sapin à Bad Gastein (1899), Vienne, musée Leopold.